# Cammin (Burg Stargard)
Cammin – dzielnica miasta Burg Stargard w Niemczech, w kraju związkowym Meklemburgia-Pomorze Przednie, w powiecie Mecklenburgische Seenplatte, w związku gmin Stargarder Land. Do 24 maja 2014 samodzielna gmina.

## Toponimia
Nazwa pochodzenia słowiańskiego, notowana w źródłach w formie Kamino (1170), Caminov (1244), Camyn (1298), Cammyn (1353). Rekonstruowana połabska forma *Kamen' od słowa „kamień”.